# غابات غندوانا المطيرة
غابات غندوانا المطيرة في أستراليا، والمعروفة سابقًا باسم محميات الغابات المطيرة الشرقية الوسطى، هي المنطقة الأكثر اتساعًا للغابات المطيرة شبه الاستوائية في العالم. تعد غابات غندوانا المطيرة مجتمعة أحد مواقع التراث العالمي مع خمسين محمية منفصلة تبلغ مساحتها الإجمالية 366.500 هكتار (906.000 فدان) من نيوكاسل إلى بريزبان.